# Primera División Uruguaya 1981
Il campionato era formato da quindici squadre e il Peñarol vinse il titolo.

## Classifica finale
| Pos. | Squadra              | G  | V  | N  | P  | GF | GS | Punti |
| ---- | -------------------- | -- | -- | -- | -- | -- | -- | ----- |
| 1    | Peñarol              | 28 | 19 | 6  | 3  | 63 | 25 | 44    |
| 2    | Nacional             | 28 | 17 | 7  | 4  | 61 | 35 | 41    |
| 3    | Montevideo Wanderers | 28 | 11 | 13 | 4  | 37 | 27 | 35    |
| 4    | Bella Vista          | 28 | 10 | 12 | 6  | 39 | 30 | 32    |
| 5    | River Plate          | 28 | 9  | 13 | 6  | 38 | 34 | 31    |
| 6    | Defensor             | 28 | 11 | 8  | 9  | 41 | 37 | 30    |
| 7    | Miramar Misiones     | 28 | 9  | 12 | 7  | 36 | 33 | 30    |
| 8    | Huracán Buceo        | 28 | 7  | 14 | 7  | 32 | 33 | 28    |
| 9    | Cerro                | 28 | 7  | 11 | 10 | 37 | 38 | 25    |
| 10   | Rampla Juniors       | 28 | 6  | 11 | 11 | 23 | 40 | 23    |
| 11   | Liverpool            | 28 | 7  | 9  | 12 | 22 | 43 | 23    |
| 12   | Danubio              | 28 | 6  | 9  | 13 | 38 | 39 | 21    |
| 13   | Progreso             | 28 | 5  | 11 | 12 | 31 | 51 | 21    |
| 14   | Sud América          | 28 | 5  | 10 | 13 | 28 | 39 | 20    |
| 15   | Fénix                | 28 | 4  | 8  | 16 | 29 | 51 | 16    |

G = Partite giocate; V = Vittorie; N = Nulle/Pareggi; P = Perse; GF = Goal fatti; GS = Goal subiti; 

## Classifica marcatori
| Gol |  |  | Giocatore | Squadra |
| --- |  |  | --------- | ------- |
| 17  |  |  | Rubén Paz | Peñarol |